# Banksia bella
Banksia bella es una especie de arbusto perteneciente a la familia de las proteáceas que es un endemismo de Australia Occidental. 
Era conocida como Dryandra pulchella hasta 2007, cuando las especies de Dryandra fueron trasladadas a Banksia por Austin Mast y Kevin Thiele. Como ya había una planta llamada Banksia pulchella, Mast y Thiele tuvieron que elegir un nuevo epíteto específico; su elección, "bella", es del latín bellus = ("hermoso").

## Taxonomía
Banksia bella fue descrita por A.R.Mast & K.R.Thiele y publicado en Australian Systematic Botany 20: 65. 2007.
Etimología
Banksia: nombre genérico que fue otorgado en honor del botánico inglés Sir Joseph Banks, quien colectó el primer espécimen de Banksia en 1770, durante la primera expedición de James Cook.
bella: epíteto latino que significa "hermoso" 
Sinonimia
- Dryandra pulchella Meisn.